# Projekt 1252
Projekt 1252 Izumrud (v kódu NATO třída Zhenya) byla třída pobřežních minolovek sovětského námořnictva z doby studené války. Celkem byly postaveny tři jednotky této třídy. Vyřazeny byly roku 1990.

## Stavba
V letech 1967–1972 byly postaveny tři minolovky této třídy. Označeny byly BT-77, BT-336 a BT-291.

## Konstrukce
Trup plavidel byl vyroben z plastu, takže je méně ohrožovaly magnetické miny. Hlavňovou výzbroj jeden 30mm dvoukanón AK-230 ve věži na přídi. Dále mohly nést několik námořních min. Pohonný systém tvořily dva diesely o výkonu 2200 hp. Nejvyšší rychlost dosahovala šestnáct uzlů.